# الوعرة (السبرة)

تعديل مصدري - تعديل

الوعرة محلة تابعة لقرية الريامة، التابعة لعزلة بلادالشعيبي العليا بمديرية السبرة إحدى مديريات محافظة إب في الجمهورية اليمنية.، بلغ تعداد سكانها 197 حسب تعداد اليمن لعام 2004.